# Aasiya Kazi
Pour les articles homonymes, voir Kazi.
Aasiya Kazi est une actrice indienne de télévision, née le 12 décembre 1991 à Bombay,,,,,,,.

## Filmographie
| no | Série                            | Personnage                           | Chaîne     | Année   |
| -- | -------------------------------- | ------------------------------------ | ---------- | ------- |
| 1. | Bandini                          | Santu Dharamraj Mahiyavanshi         | Imagine TV | 2009    |
| 2. | Matti Ki Banno                   | Saudamini                            | Colors TV  | 2011    |
| 3. | Dharampatni                      | Kastur Mohan Galla                   | Imagine TV | 2011    |
| 4. | Hitler Didi                      | Dr Shweta Kapoor                     | Zee TV     | 2011    |
| 5. | Na Bole Tum Na Maine Kuch Kaha 2 | Ruku Vaidya                          | Colors TV  | 2013    |
| 6. | Yeh Hai Aashiqui                 | Juhi                                 | Bindass    | 2013    |
| 7. | Balika Vadhu                     | Ganga Jagdish Singh                  | Colors TV  | 2014-16 |
| 8. | Box Cricket League               | elle-même (équipe Ahmedabad Express) | Colors TV  | 2016    |